# 方舟現代藝術博物館
方舟現代藝術博物館（丹麥語：Arken Museum for Moderne Kunst），是丹麥哥本哈根南方20公里的伊斯霍伊自治市，靠近克厄的國家授權私人博物館，館藏勿以1990年起的丹麥、北歐當代藝術作品為主題，展示包括 400 多件丹麥、斯堪的納維亞和國際戰後藝術的藏品，包含達米恩·赫斯特、奥拉维尔·埃利亚松等當代藝術家的作品。

## 簡介
1988 年，哥本哈根西南部舉辦了一場新的當代藝術博物館的建築競賽，最終該項目由丹麥建築師索倫·羅伯特·倫德（Søren Robert Lund）所贏得，並被授予進行現代藝術博物館的規劃設計，帶有無目的的採用獨特帆狀元素與解構主義的風格，並選定於伊斯霍伊自治市周圍的潟湖地質鎖蓋，博物館後在1996年3月15日由丹麥女王瑪格麗特二世見證下開幕，後在第一次整修後於2009年9月5日重新開放參觀，約增加了50%的畫廊空間。
當前作為轉型的文化機構，博物館定期舉辦各項當代和現代藝術的主題展覽，或是以文化和研究為基礎的展覽、建築和設計、雕塑工藝品、繪畫、版畫、現場裝置和新興媒體展示的作品。

## 著名展示品

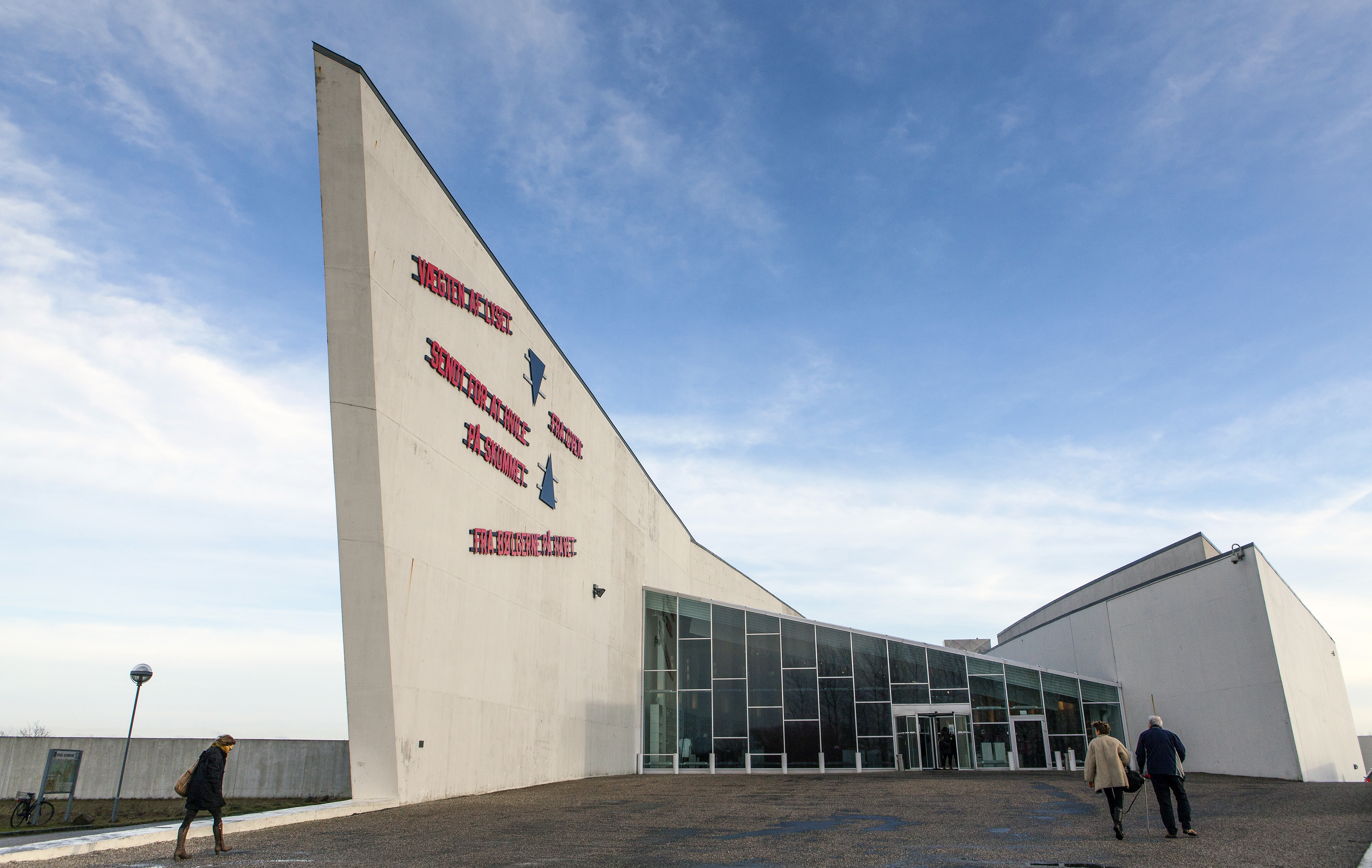
光的重量 / 從上面 / 帶來泡沫 / 的海浪》, 勞倫斯·韋納（Lawrence Weiner），2007年
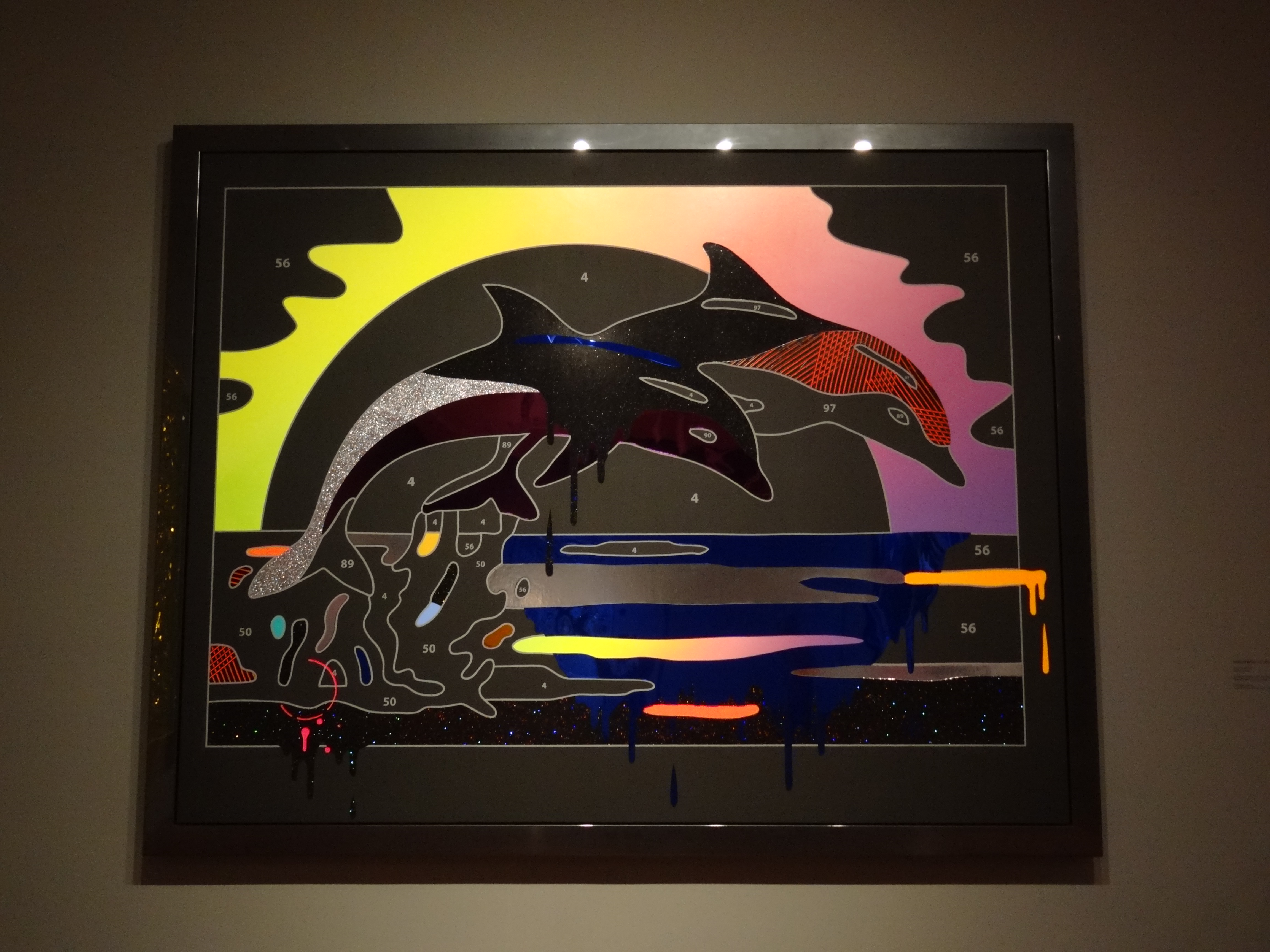
《最好的朋友》 安塞爾姆·雷爾，（Anselm Reyle）2012年
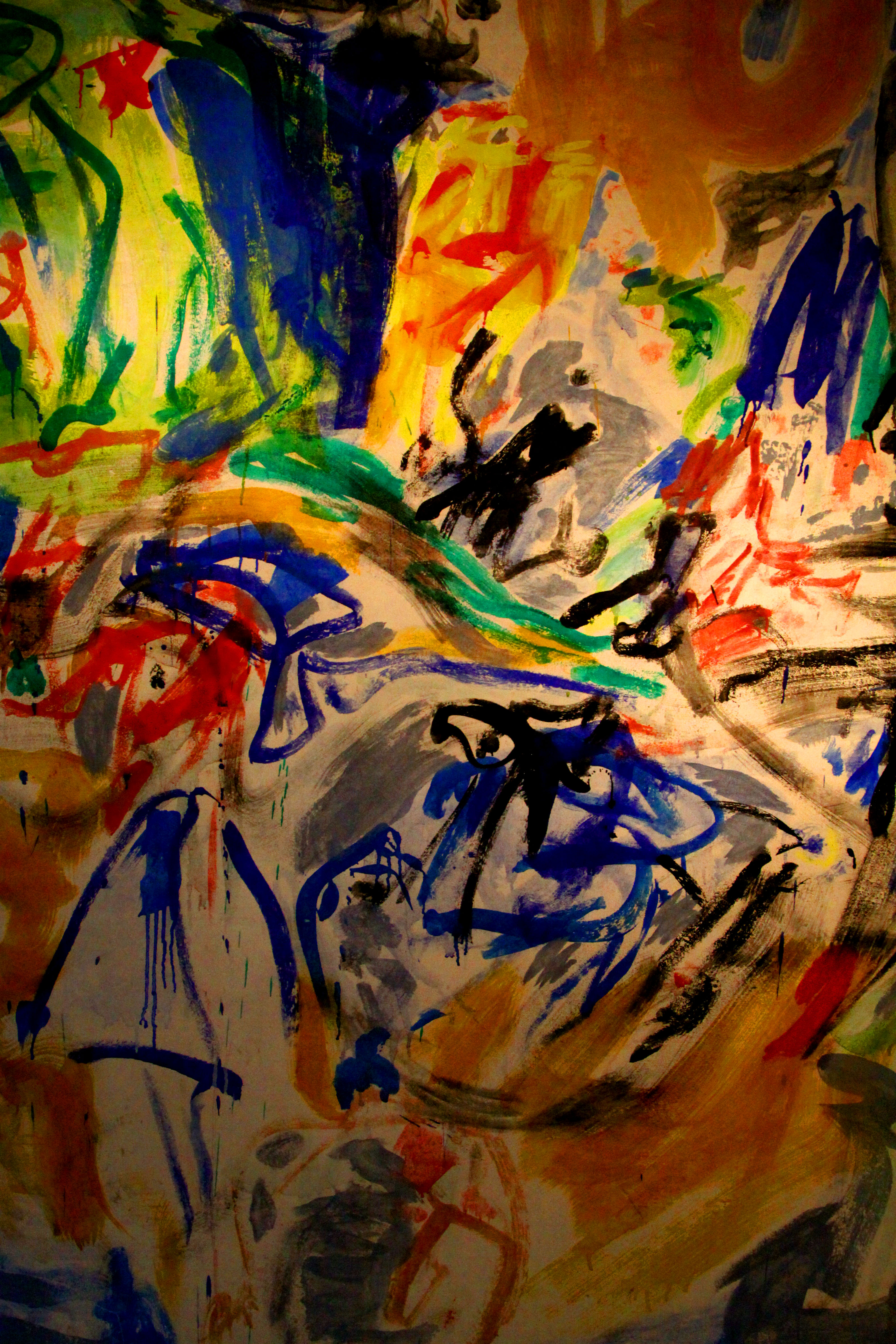
阿斯格·約恩（Asger Jorn）
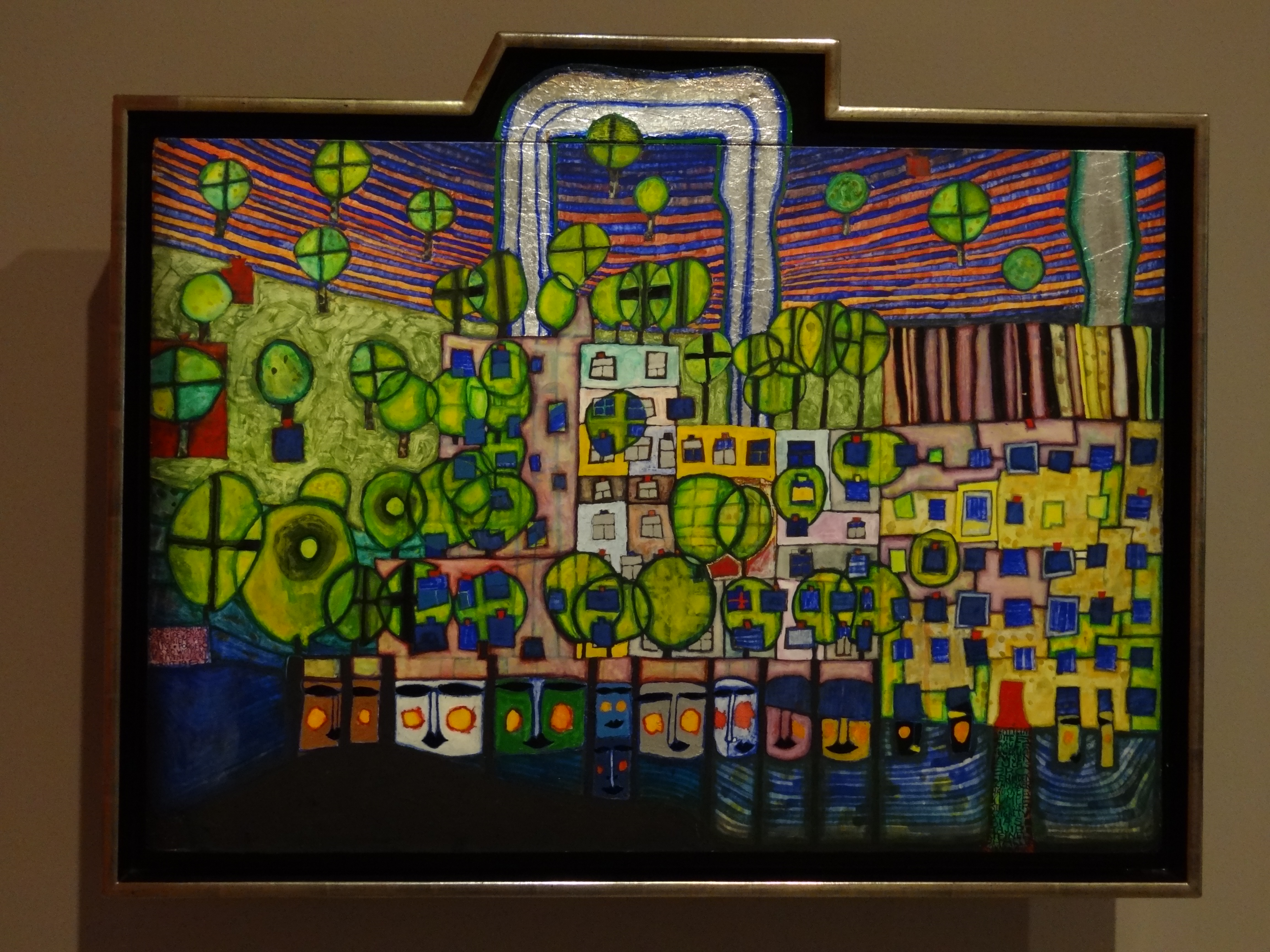
《第三層皮膚》 佛登斯列·漢德瓦薩，2014年
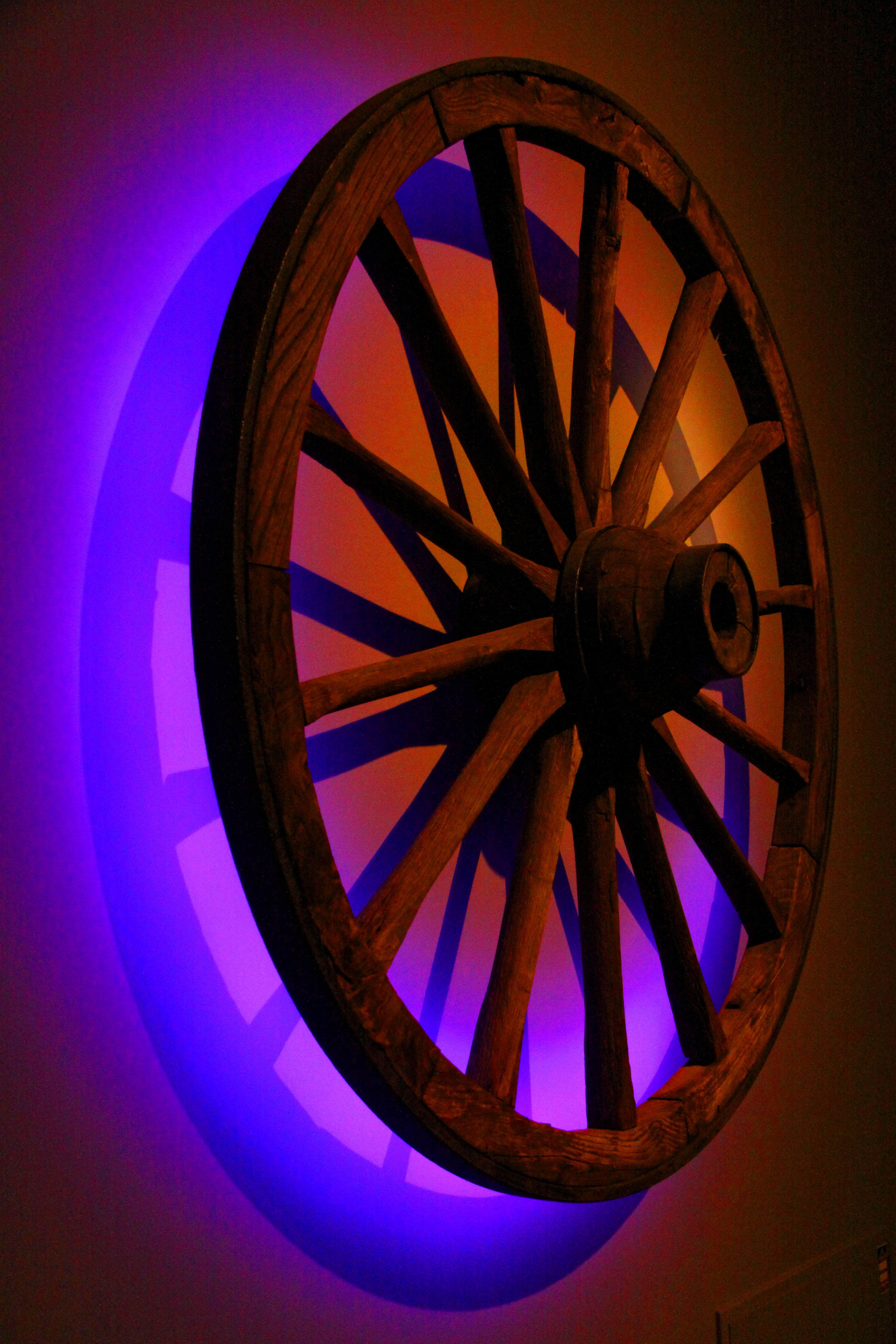
《Wagon Wheel》 安塞爾姆·雷爾，（Anselm Reyle）2009年
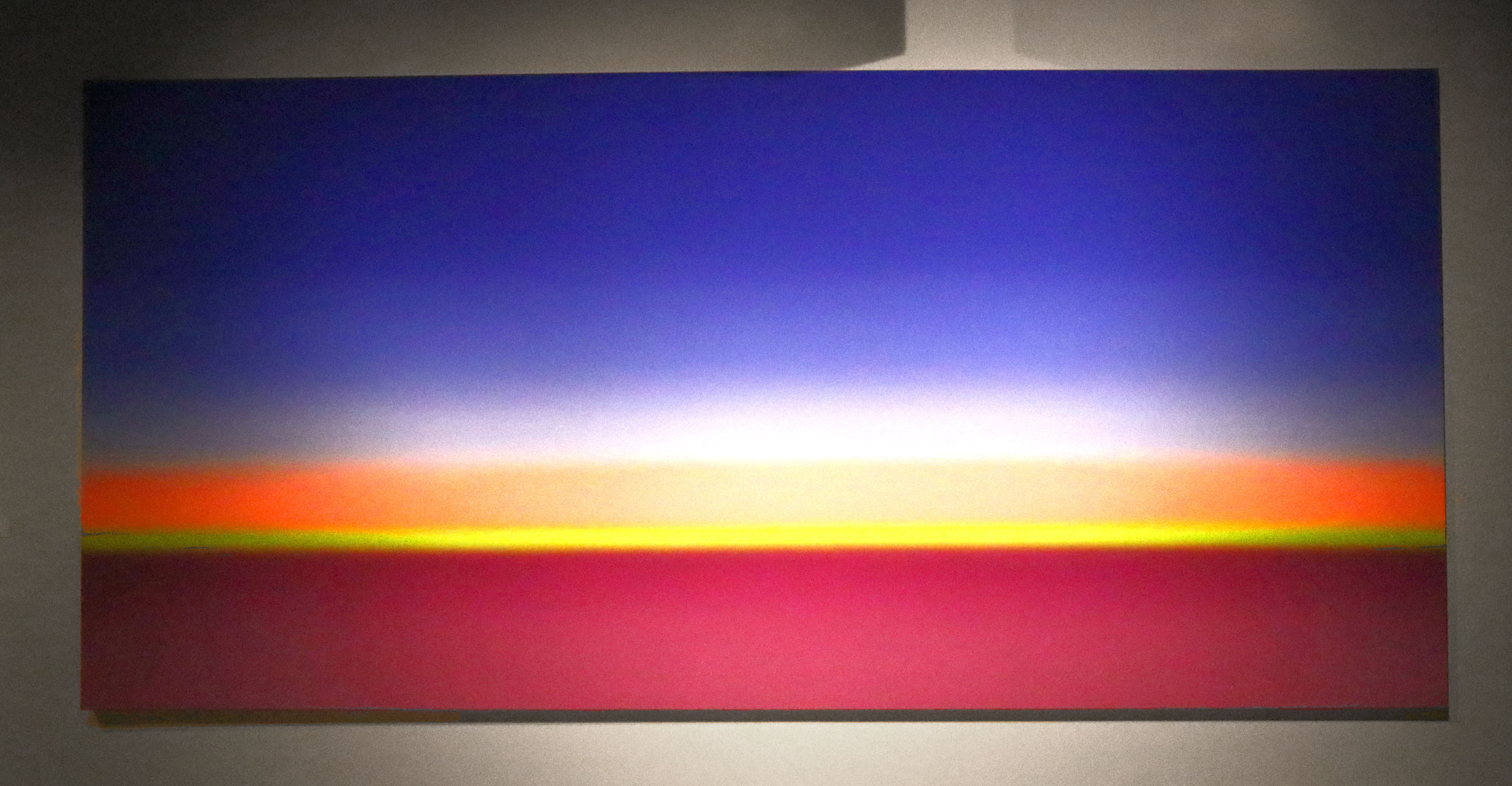
《Untitled》 安塞爾姆·雷爾，（Anselm Reyle）2010年

## 外部連結
- Official ARKEN Museum of Modern Art website （页面存档备份，存于） — including ARKEN information in English （页面存档备份，存于）

1. ↑  Johnson, Philip, 1906-2005. . Wigley, Mark., Museum of Modern Art (New York, N.Y.). Boston: Little, Brown. 1988. ISBN 0-87070-298-X. OCLC 18376913.